# فابيان إيستاي
فابيان رافائيل إيستاي سيلفا (بالإسبانية: Fabián Estay)‏ مواليد 5 أكتوبر 1968 في سانتياغو، هو لاعب كرة قدم تشيلي. يلعب في مركز الوسط. مثّل منتخب تشيلي لكرة القدم. سبق له أن لعب في كأس العالم لكرة القدم مع منتخب بلاده.
لعب فابيان 69 مباراة مع المنتخب الوطني التشيلي وسجل خمسة أهداف للمنتخب بين عام 1990 وعام 2001، بما في ذلك أربع مباريات في كأس العالم لكرة القدم 1998. ظهر إستاي لأول مرة مع الفريق الوطني يوم 17 أكتوبر 1990 في مباراة ودية ضد البرازيل.
لعب فابيان في صفوف الأندية في تشيلي وسويسرا واليونان والمكسيك وكولومبيا. ولعب خلال مسيرته 506 مباراة سجل خلالها 82 هدفاً.

## المسيرة الاحترافية

### أندية لعب لها
لعب فابيان إيستاي لصالح العديد من الأندية منها نادي أونيفرسيداد كاتوليكا ونادي أونيفرسيداد دي تشيلي ونادي كولو كولو في دوري الدرجة الأولى التشيلي، كما احترف في سويسرا ليلعب لصالح نادي سانت غالن في دوري السوبر السويسري، ولعب أيضاً لصالح نادي أولمبياكوس في الدوري اليوناني، واحترف في المكسيك حيث لعب لصالح العديد من الأندية المكسيكية، منها نادي تولوكا ونادي أمريكا ونادي أتلانتي إف سي ونادي سانتوس لاغونا في الدوري المكسيكي الممتاز.

## الأهداف الدولية
| ت  | التاريخ       | المكان        | الخصم           | الأهداف | النتيجة | المنافسة               |
| -- | ------------- | ------------- | --------------- | ------- | ------- | ---------------------- |
| 1. | 22 مايو 1991  | دبلن، أيرلندا | جمهورية أيرلندا | 0–1     | 1–1     | مباراة ودية            |
| 2. | 14 يوليو 1991 | سانتياغو      | باراغواي        | 3–0     | 4–0     | كوبا أمريكا 1991       |
| 3. | 31 مارس 1993  | أريكا، تشيلي  | بوليفيا         | 1–0     | 2–1     | مباراة ودية            |
| 4. | 6 يوليو 1996  | سانتياغو      | الإكوادور       | 3–1     | 4–1     | تصفيات كأس العالم 1998 |
| 5. | 15 أغسطس 2000 | سانتياغو      | البرازيل        | 1–0     | 3–0     | تصفيات كأس العالم 2002 |

## الانجازات
- دوري الدرجة الأولى التشيلي: 1987, 1993
- كأس تشيلي: 1994
- الدوري المكسيكي الممتاز: 1998, 1999

## روابط خارجية
- فابيان إيستاي على موقع الاتحاد الدولي (مؤرشف)  (الإنجليزية)
- فابيان إيستاي على موقع قاعدة بيانات كرة القدم.إي يو (الإنجليزية)
- فابيان إيستاي على موقع ناشيونال فوتبول تيمز (الإنجليزية)
- فابيان إيستاي على موقع Soccerway.com (الإنجليزية)
- فابيان إيستاي على موقع عالم كرة القدم.نت (الإنجليزية)